# Blekt strålskinn
Blekt strålskinn (Phanerochaete calotricha) är en svampart som först beskrevs av Petter Adolf Karsten, och fick sitt nu gällande namn av J. Erikss. & Ryvarden 1978. Blekt strålskinn ingår i släktet Phanerochaete och familjen Phanerochaetaceae.  Arten är reproducerande i Sverige. Inga underarter finns listade i Catalogue of Life.